# Stanisław Kolka
Stanisław Kolka SVD (ur. 15 listopada 1920 w Gdańsku, zm. 24 grudnia 1940 w Mauthausen-Gusen) – polski kleryk katolicki, Sługa Boży Kościoła katolickiego.

## Życiorys
Ze swymi rodzicami mieszkał w Sierakowicach na Kaszubach. W 1931 roku wstąpił do Niższego Seminarium Misyjnego Księży Werbistów w Górnej Grupie, a po zdaniu egzaminu dojrzałości 29 sierpnia 1939 roku rozpoczął nowicjat w Domu Misyjnym św. Stanisława Kostki w Chludowie.
Po wybuchu II wojny światowej na rozkaz władz gminy ewakuował się, ale po agresji ZSRR na Polskę powrócił do Chludowa i 19 października odbył obłóczyny. 25 stycznia 1940 Niemcy internowali wszystkich przebywających w Domu Misyjnym duchownych i utworzyli obóz przejściowy dla zakonników i księży z okolicy. Po aresztowaniu, które nastąpiło 22 maja 1940 roku, przewieziony został do Fortu VII w Poznaniu, później do hitlerowskiego obozu koncentracyjnego Dachau (KL) i zarejestrowany został pod numerem 11093. Od 2 sierpnia 1940 przebywał w obozie Mauthausen-Gusen (zarejestrowany pod numerem 6456).
Zmarł wycieńczony katorżniczą pracą.
Jest jednym z 122 Sług Bożych, wobec których 17 września 2003 roku rozpoczął się proces beatyfikacyjny drugiej grupy męczenników z okresu II wojny światowej. 23 kwietnia 2008 roku zamknięto w Misyjnym Seminarium Duchownym Księży Werbistów w Pieniężnie proces rogatoryjny (diecezjalny etap procesu beatyfikacyjnego).

## Źródła internetowe
- Notatka biograficzna
- MARTYRS KILLED IN ODIUM FIDEI BY THE NAZIS DURING THE SECOND WORLD WAR (III) (poz. 37) (ang.)